# Небо и земля (фильм, 1990)
«Небо и земля» (яп. 天と地と Тэн то ти то) — кинофильм.

## Сюжет
Япония, середина XVI века. В провинции Этиго (в настоящее время префектура Ниигата), принадлежащей клану Уэсуги, идет гражданская война. Молодой самурай Нагао Кагэтора просит у богов талант полководца в обмен на обет безбрачия и при поддержке народа бросает вызов своему жестокому старшему брату. После нескольких кровопролитных сражений Кагэтора становится новым правителем Этиго.
Тем временем могущественный даймё Такэда Сингэн, движимый желанием завоевать всю Японию, вторгся в провинцию Синано, чтобы использовать её как плацдарм для завоевания Этиго. Такэда уже снискал себе славу великого полководца, а его войско самое сильное в стране. Кроме того родовая провинция Такэды богата золотом и он не брезгует подкупать чужих вассалов.
Кагэтора решает остановить Такэду, но несколько самураев Кагэторы, подкупленные Такэдой, подняли мятеж. Кагэтора отказывается от прежних планов и отправляется в карательную экспедицию против предателей. Во время осады одного из мятежных замков Кагэтора вынужден убить жену и маленького сына предавшего его самурая. Захватив замок, он не смог простить себе кровь невинных, и перодевшись в бродягу покинул, свои владения.
Три преданных военачальника отправляются за Кагэторой, чтобы уговорить его вернуться. Они догнали Кагэтору, но именно в этот момент мимо них проезжал Такэда со своей возлюбленной женщиной-воином Яи и свитой из нескольких самураев. Такэда не узнал своих врагов под одеждами бродяг, но неожиданно снег упал на лошадь Яи, и та понеслась в сторону Кагэторы. Кагэтора остановил лошадь, но один из телохранителей Такэды подъехал ближе и нанес удар. Один из военачальников принял удар на себя и скончался. Такэда бросил Кагэторе мешок золота и уехал дальше. После этого Кагэтора поклялся уничтожить Такэду.
Вернувшись в Этиго, Кагэтора собрал свои войска и двинулся в Синано. Такэда занял оборону в долине Каванакадзима. Армии разделяла река. Кагэтора приказал построить плавучий мост и послал конницу в атаку, но атака была отбита. Ночью Такэда сжег плавучий мост. Армии стояли друг напротив друга, на разных берегах реки, несколько месяцев. Яи с отрядом конницы выехала к берегу реки и вызвала Кагэтору на бой. Кагэтора взял мушкет и застрелил Яи. Такэда отступил.
Не успел Кагэтора отпраздновать победу, как ему сообщили, что его наставник перешёл на сторону Такэды. Кагэтора вернулся в Этиго, чтобы покарать предателя. В бою один на один Кагэтора убил мятежника, после чего опять двинулся в Синано, чтобы сразиться с Такэдой.
Обе армии несколько месяцев маневрировали в горах, пока Такэда вновь не занял оборону в долине Каванакадзима. Кагэтора под покровом темноты и тумана форсировал реку и неожиданно напал на Такэду. После кровавого сражения Такэда, потерявший нескольких военачальников, стал отступать.
Кагетора во главе конницы бросился в погоню и настиг Такэду возле неглубокой реки. Оба полководца сошлись в битве один на один. Кагэтора ранил Такэду в плечо, после чего последний упал с коня, но от смерти его спасли подоспевшие на помощь самураи. Кагэтора отступил.

## В ролях
| Актёр            | Роль            |
| ---------------- | --------------- |
| Масахиро Мацуока | Уэсуги Кэнсин   |
| Ёсино Кимура     | Номи            |
| Мусака, Наомаса  | Канадзу Ёсимото |
| Кодзи Матоба     | Кодзима Ятаро   |
| Хиромаса Тогути  | Токура Яхатиро  |
| Юдзи Миясита     | Акияма Гэндзо   |
| Иккэй Ватанабэ   | Нагао Масакагэ  |
| Сэйдзо Фукумото  | Нагао Тосикагэ  |
| Наоми Дзайдзэн   | Яи              |